# Outrelouxhe
Outrelouxhe (en wallon Houtlouxhe) est une section de la commune belge de Modave située en Région wallonne dans la province de Liège.
C'était une commune à part entière avant la fusion des communes de 1977.
A Outrelouxhe, il n'y a jamais eu d'église, ni de chapelle, ni d'école. L'église qui dessert le village est celle de Rausa (ancienne commune d'Ombret-Rausa). L'école communale (maintenant un gîte) desservant la commune était celle de Rausa. Il y a beaucoup de chemins boisés dans cette région qui font le plaisir des cavaliers du manège local et des randonneurs.

## Démographie
- Sources : INS, Rem : 1831 jusqu'en 1970=recensements, 1976= nombre d'habitants au 31 décembre